# Christian Friedrich Baz
Christian Friedrich Baz  (* 28. Oktober 1762 in Stuttgart, Herzogtum Württemberg; † 26. Mai 1808 in Waiblingen, Königreich Württemberg) war ein Rechtswissenschaftler, württembergischer Landtagsabgeordneter und von 1796 bis 1805 Bürgermeister von Ludwigsburg.
Christian Friedrich Baz war ein Vertreter der Aufklärung. Er war offen für die Ideen der Französischen Revolution  und setzte sich im Herzogtum Württemberg für Freiheit und Mitbestimmung der Bürger im Staat ein. Im württembergischen Landtag, der damaligen Landschaft, zählte er zu den Reformern, galt bald als Radikaler und wurde zum Kontrahenten des Herzogs und späteren Königs Friedrich I. Christian Friedrich Baz wurde zweimal verhaftet und verbrachte insgesamt fast zwei Jahre im Gefängnis auf dem Hohenasperg, dem Stuttgarter Schloss Solitude und auf einer Festung in Böhmen.

## Leben

### Studium und Annäherung an den Hof
Sein Vater war Kanzleiadvokat in Stuttgart, der Großvater Pfarrer in Großbottwar bei Marbach am Neckar. Christian Friedrich Baz kam über die Klosterschule Bebenhausen ins Tübinger Stift. Ab 1780 studierte er zunächst Evangelische Theologie in Tübingen. Dem Studium der Theologie folgte 1782 das Studium der Rechte. Möglicherweise wollte er in die Fußstapfen seines Vaters treten, der kurz zuvor gestorben war. Die Mutter war wesentlich jünger als der Vater. Sie lebte nach der Entlassung aus seiner zweiten Haft bei ihrem schwerkranken Sohn. Christian Friedrich Baz war nicht verheiratet.
Nach Abschluss des Studiums arbeitete Christian Friedrich Baz ab 1787 zunächst wie sein Vater als Kanzleiadvokat in Stuttgart. 1791 hielt er sich außerhalb von Württemberg im Hochstift Konstanz auf. Als „Wirklicher Regierungsrat“ war er 1795 wieder in Stuttgart tätig. Wie dieser Ehrentitel zeigt, hatte er Anschluss an den Hof Friedrich Eugens gefunden und schien auf dem Weg zu einer bedeutenden Position in herzoglichen Diensten.

### Einsatz für die Landschaft und die württembergische Verfassung
Die politischen Ereignisse der Jahre 1795/96 veranlassten ihn, seine Pläne zu ändern. Als klar geworden war, dass es in naher Zukunft einen allgemeinen Landtag geben musste, stellte er sich in den Dienst der Landschaft. Die Landstände hatten am 7. August 1796 einen Separatfrieden mit Frankreich geschlossen. Das Herzogtum Württemberg nahm somit nicht mehr am Ersten Koalitionskrieg gegen die französische Republik teil. Die Franzosen forderten nach dem Friedensschluss vom Land allerdings eine enorme Summe Geld als Kriegsentschädigung. Die Forderungen waren nur durch eine weitere Steuer zu begleichen, die nach der Landessatzung von den Landständen gebilligt werden musste. Der Herzog war also gezwungen, nach 27 Jahren einen allgemeinen Landtag einzuberufen.
Bis zu diesem Zeitpunkt konnten nur Magistratspersonen als Deputierte in den Landtag geschickt werden. Um landtagsfähig zu sein, ließ sich Christian Friedrich Baz zunächst als Bürgermeister in den Magistrat von Ludwigsburg wählen. Traditionsgemäß war er damit zugleich Mitglied des engeren Ausschusses, der gegenüber dem Herzog die Interessen der Landschaft zwischen den allgemeinen Landtagen vertreten sollte. Als Bürgermeister einer der drei Hauptstädte stand ihm außerdem ein Sitz beim Tübinger Hofgericht zu.
Die Amtskorporation Stadt und Land Ludwigsburg entsandte ihn wie gewünscht als Deputierten in die Landesversammlung. Man schätzte seine profunden Kenntnisse des Staatsrechts und sah in ihm einen hervorragenden Juristen, der mit Verlässlichkeit und großem Eifer für die Belange der Landschaft eintrat.
Am 17. März 1797 wurde der wegen erneuter kriegerischer Ereignisse immer wieder verschobene Landtag eröffnet. Die Vertreter der Landschaft waren sich einig, dass es auf diesem Landtag nicht nur um die Verteilung der Kriegskosten gehen konnte. Überall im Land herrschten Missstände, die es zu beheben galt. Zudem hatte das Gedankengut der Französischen Revolution auch in Württemberg an den Universitäten begeisterte Anhänger gefunden und bei den gebildeten Ständen seine Spuren hinterlassen. Man sprach von einem „feinen Democratismus“, der im Land herrsche. Die Bürger forderten ihr Mitspracherecht ein, das ihnen nach der Landessatzung etwa bei der Steuerbewilligung und in Fragen von Krieg und Frieden bereits zustand. Mit dem Nagolder Cahier lag dem Herzog wenige Tage nach Ausschreibung des Landtags im September 1796 eine Beschwerdeliste vor, die zugleich Vorschläge zur Verbesserung der Zustände im Land enthielt. Christian Friedrich Baz arbeitete möglicherweise schon bei der Abfassung dieser Beschwerdeschrift mit. Zur Eröffnung des Landtags war auch seine Flugschrift gedruckt: „Über das Petitionsrecht der wirtembergischen Landstände; für alle und zu allen Zeiten lesbar, 1797“. Sie war anonym erschienen, wurde aber aus der Vielzahl der Publikationen, die in Erwartung des Landtags im Umlauf waren, sogleich ihm zugeordnet.
Mit seiner Schrift wollte er seine Mitbürger, „das Volk“, dem er sich verpflichtet fühlte, über die Rechte aufklären, die die Württemberger im Laufe der Jahrhunderte ihren Herzögen abgerungen hatten und die in der Landessatzung verbrieft waren. Auch der Herzog sollte damit an die Verfassung des Landes und an seine Pflichten erinnert werden. Obwohl bei Regierungsantritt jeder Herzog versichern musste, sich an die Verträge zwischen „Landschaft“ und „Herrschaft“ zu halten, waren die Regenten im Zeitalter des Absolutismus immer weniger gewillt, die Rechte der Landstände zu respektieren. Es war Christian Friedrich Baz ein besonderes Anliegen, dem „guten alten Recht“ wieder Geltung zu verschaffen. Die in Europa einzigartige und über die Jahrhunderte gewachsene württembergische Verfassung sollte nach seiner Vorstellung erhalten bleiben und nur dem allgemeinen Fortschritt angepasst werden.
Er und weitere Reformer sahen ihre erste Aufgabe darin, die vorhandenen Gremien der Landstände wieder ihrem verfassungsmäßigen Zweck zuzuführen. Der engere Ausschuss sollte wieder zur Interessenvertretung der Landstände gegenüber dem Herzog zum Wohl des ganzen Landes werden. Er war seit Jahren in der Hand einer käuflichen bürgerlichen Oligarchie, die zu ihrem eigenen Vorteil mit dem Herzog „kungelte“. Gemeinsam mit seinen reformwilligen Mitstreitern erreichte Baz Neuwahlen für den engeren Ausschuss. Er selbst wurde wiedergewählt, die korrupten Mitglieder konnten durch verlässliche Ständevertreter ersetzt werden.
Im Landtag gehörte er der Kommission an, die für die Verteilung der Kriegskosten zuständig war. Er behielt aber immer den Landtag als Ganzes im Auge und trat mit anderen dafür ein, dass die Bürger durch die Veröffentlichung von Protokollen über den Verlauf informiert wurden.

### Auseinandersetzung mit dem Herzog
Am 23. Dezember 1797 fand ein Regierungswechsel statt. Herzog Friedrich II. folgte seinem Vater Friedrich Eugen. Bei der Neuwahl blieb Baz als Bürgermeister im Amt und wurde am 16. Januar 1798 in seiner Funktion als Landschaftsassessor bestätigt. Im Landtag schien eine Zusammenarbeit von Landständen und dem neuen Herzog zunächst möglich. Der Herrscher zeigte ein gewisses Entgegenkommen bei der Behebung der Landesbeschwerden. Die Verfassungspläne der Reformpartei gingen ihm allerdings zu weit. Für das Scheitern des Reformlandtags von 1797 und damit auch das Scheitern von Christian Friedrich Baz' Versuch, die württembergische Verfassung zu retten, war allerdings nicht allein der Herzog verantwortlich. Herzog und Landstände gerieten in die Turbulenzen der europäischen Politik.
Die Landstände befürchteten, dass der Herzog erneut mit der Feudalmacht Österreich koalieren würde. Die Kriegsgefahr war nicht gebannt, obwohl der Rastatter Kongress tagte und Friedensverhandlungen stattfanden. Zur Wahrung des Friedens und zu ihrer eigenen Unterstützung wandten sich die Landstände und nicht zuletzt Christian Friedrich Baz nach außen, wie sie dies schon früher getan hatten, und betrieben ihre eigene Politik. Baz wurde nach Paris geschickt, um dort zunächst zusammen mit dem vom Herzog bestätigten Gesandten die Position der Landschaft zu vertreten. Die Zusammenarbeit zwischen den beiden funktionierte allerdings nicht. Der Herzog war unzufrieden und zog seinen Gesandten zurück. Baz blieb in Paris und verfolgte weiterhin seine Mission für das Land. Er präsentierte dem Direktorium seine "vues politiques", lobte die fortschrittliche württembergische Verfassung und warb gegen das Interesse des Herzogs, aber im Sinne der Landschaft für die Inkorporation der zu erwartenden Entschädigungen für die abgetretenen linksrheinischen Gebiete.
Von Paris aus reiste Baz nach Rastatt zum Friedenskongress, als offensichtlich geworden war, dass dort die Arbeit des landschaftlichen Gesandten durch geheime Absprachen des Herzogs behindert wurde. In Rastatt traf er
Isaac von Sinclair, mit dem er in den folgenden Jahren freundschaftlich verbunden blieb. Auf dem Kongress drang Baz 1799 beim Neujahrsempfang bis zu Metternich vor und machte auch hier Vorschläge zur Neugestaltung der Staatsgebiete. Weder in Paris noch in Rastatt war er als Gesandter vom Herzog akkreditiert. Für den Herzog hatte er seine Kompetenzen überschritten. Gleichzeitig kursierten im Land Gerüchte von einer von den Franzosen unterstützten Revolution und der Schaffung einer süddeutschen Republik. Baz wurde zeitweise als deren Präsident gehandelt. Er verkehrte jedenfalls mit dem französischen Agenten Théremin, der sich von Oktober bis November 1798 in Stuttgart aufhielt. Die Hoffnung auf eine Revolution im Land gaben Baz und seine Mitstreiter jedoch wenig später auf, als sie einsehen mussten, dass die Franzosen nicht mehr daran interessiert waren, benachbarten Völkern zur Freiheit zu verhelfen.
Am 29. November 1799 verklagte der Herzog seine Landstände wegen „Verweigerung der kaiserlichen Befehle und ungebührlicher Einmischung in die landesherrlichen Regierungsrechte“ beim Reichshofgericht in Wien.  Nach Beginn des zweiten Koalitionskriegs im März 1799 hatten die Landstände dem Herzog für seine Kriegsteilnahme an der Seite Österreichs weitere Truppen versagt, die dieser jedoch Erzherzog Karl teilweise schon zugesagt hatte. Die Landschaft schickte Baz und einen weiteren Vertreter mit ihrer Verteidigungsschrift nach Wien. Diese konnte er am 17. Februar 1800 noch übergeben, dann wurde er verhaftet und zurück nach Württemberg gebracht, wo er Anfang März auf dem Hohenasperg eintraf.
Am 6. Januar 1800 hatte der Erzherzog Baz und andere wegen revolutionärer Umtriebe in Württemberg denunziert. 
Bereits am 30. Dezember 1799 hatte Herzog Friedrich per Dekret dem abwesenden Landschaftsassessor Baz über das Oberamt Ludwigsburg verbieten lassen, weiter den Titel Regierungsrat zu führen. Ende Februar ließ er im Landschaftshaus das Zimmer von Baz aufbrechen und sämtliche Akten, private wie solche der Landschaft, beschlagnahmen. Konkrete Vergehen waren dem Landschaftsvertreter nicht nachzuweisen.
Als der Herzog im Frühsommer 1800 nach der Besetzung des Landes durch die Franzosen außer Landes floh, ließ er Baz in Ketten mitführen und auf einer Festung in Böhmen inhaftieren. Auf Eingaben und Anfragen der Landschaft den Assessor Baz und seine Verhaftung betreffend reagierte der Herzog in seinem Exil im sicheren Erlangen bis April 1801 nicht.
Nach dem Frieden von Lunéville musste der ins Land zurückgekehrte Herzog auf Druck der Franzosen eine Amnestie für seine politischen Gefangenen aussprechen. Ende Mai kam Baz, der inzwischen wieder auf dem Hohenasperg arretiert war, nach einer Haft von 15 Monaten frei. Der mit der Freilassung verbundene Landesverweis wurde nach Intervention der Franzosen aufgehoben. In seine Ämter konnte Baz jedoch nicht zurückkehren. Am 21. Juli 1801 bat er in einem Brief um Wiedereinsetzung "in alle amtlichen Verhältnisse " und wiederholte im November sein Gesuch. Der Herzog war auch nach Fürsprache des französischen Gesandten und Eingaben der Landschaft mit Verweisen auf die verfassungsmäßigen Rechte der Landtagsabgeordneten dazu nicht bereit. Lediglich der Sitz beim Tübinger Hofgericht blieb Baz erhalten. Ende August 1802 nahm er am Hofgerichtstag in Tübingen teil, nachdem er zuvor seinen Freund Isaac von Sinclair in Frankfurt besucht hatte. Seinen Platz im engeren Ausschuss hatte ein anderer eingenommen.
Durch den Erhalt der Kurwürde konnte der Herzog 1803 seine Macht festigen. Dennoch hielt die Landschaft an Christian Friedrich Baz fest. Bei der Neuwahl der Ausschüsse anlässlich des vom Herzog im März 1804 wieder einberufenen Landtags verlangte das Plenum einstimmig die Wiedereinsetzung des Landschaftsassessors Baz. Entscheidenden Einfluss auf die weitere Auseinandersetzung zwischen Herzog und Landschaft und nicht zuletzt Baz' erneute Verhaftung hatte schließlich das Zerwürfnis zwischen Kurfürst Friedrich und seinem Sohn Wilhelm.
Der Kurprinz hatte ein Liebesverhältnis mit der Tochter eines Vertreters der Landschaft, das sein Vater missbilligte. Deshalb war Friedrich Wilhelm mit seiner Auserwählten im Oktober 1803 nach Paris geflohen. Der Vater lastete das ungebührliche Verhalten seines Sohnes dem ehemaligen Prinzenerzieher an. Diesen hatte die Landschaft inzwischen zu ihrem Konsulenten berufen. Baz schloss sich diesem renommierten Rechtsphilosophen an. Zusammen standen sie an der Spitze der oppositionellen Fraktion des Landtags und nannten sich "die Patrioten". Von Paris aus schlug sich der Prinz auf die Seite der Landschaft. Eine geheime Kommission der Landschaft hatte ihm eine beträchtliche Geldsumme zukommen lassen. Baz gehörte der Kommission nicht an. Ein Mitglied der Kommission unterrichtete allerdings den Vater über die Geldzuwendung an den Sohn. Außerdem berichtete das Mitglied dem Herzog auch von "indecenten" und "ehrfurchtswidrigen" Äußerungen des Abgeordneten Baz im Plenum. Der ehemalige Prinzenerzieher wurde zuerst festgenommen, Christian Friedrich Baz am 7. März 1805 in Wien. Am 17. März wurde er in Stuttgart auf der Solitude eingeliefert.
Nach Gewaltmaßnahmen des Herzogs gegenüber dem Parlament hatte nunmehr die Landschaft im Oktober 1804 Klage gegen den Regenten wegen Verletzung ihrer in der Verfassung verbrieften Rechte beim Reichshofgericht in Wien eingereicht. Baz und ein weiterer Abgeordneter sollten die Sache der Landschaft vertreten. Um endlich seiner habhaft zu werden, wurde er schließlich eines geplanten Kapitalverbrechens beschuldigt. Damit entfiel für ihn auch der vom Reichshofrat zugesicherte Schutz in Wien. Schon Zeitgenossen zweifelten an den Aussagen eines wohl gekauften Zeugen, wonach im Juni 1804 bei einem Abendessen in der Wohnung von Baz ein Anschlag auf das Leben des Kurfürsten geplant worden sei. Sie sahen in dem "Hochverratsprozess", in den auch Isaac von Sinclair und weitere Freunde verwickelt wurden, einen Vernichtungsschlag des Kurfürsten gegen Baz.
Die eingesetzte Untersuchungskommission konnte keine Beweise für ein geplantes Verbrechen finden. Trotzdem blieben die Beschuldigten in Haft. Als letzter kam Baz im November 1805 frei. Bei einem Treffen mit Napoleon im Oktober 1805 war dem Kurfürsten die Königswürde in Aussicht gestellt worden, die ihm ein Regieren ohne seine Stände ermöglichte. Am 30. Dezember 1805 nahm er sie an und schaffte die ständische Vertretung ab. Bei den obligatorischen Glückwünschen zur Königswürde bat die Amtsversammlung von Waiblingen immerhin auch um Beibehaltung der Landeskonstitution.
Christian Friedrich Baz verbrachte seine letzten zwei Lebensjahre in Waiblingen. Nach seiner zweiten Haft und dem Verbot, weder in Stuttgart, Cannstatt noch Ludwigsburg Wohnung zu nehmen und auch nirgendwo im Land seinen Beruf auszuüben, hatte er sich dorthin entlassen lassen.

### Tod und Vermächtnis
Am 17. April 1806 bewilligte die Stadt Ludwigsburg dem "sehr kränklichen Mann" eine jährliche Rente von 700 Gulden.
Christian Friedrich Baz starb am 26. Mai 1808 im Alter von 45 Jahren. Seit seiner ersten Inhaftierung hatte er ein schweres Magen- und Brustleiden aufgrund der vom Herzog forcierten unmenschlichen Haftbedingungen. Im Totenregister des Waiblinger Kirchenregisters wird als Todesursache "schleichendes Nervenfieber " angegeben. Seine umfangreiche Bibliothek ging laut Testament an die Lateinschule in Ludwigsburg. Sie bildete später den Grundstock der Schulbibliothek des Friedrich-Schiller-Gymnasiums.
Seine Naturaliensammlung vermachte er der Universität Tübingen. Von dort wurde sie der 1791 gegründeten herzoglichen Naturaliensammlung übergeben und in Stuttgart im Alten Schloss aufgestellt. Die Sammlung war Eigentum des Regenten und bis 1817 nur auserwählten Personen zugänglich.